# Iván Pastor
Iván Pastor Lafuente (Santa Pola, 18 de febrero de 1980) es un deportista español que compite en vela en las clases Mistral y RS:X.
Ganó una medalla de bronce en el Campeonato Europeo de Mistral de 2005 y una medalla de bronce en el Campeonato Europeo de RS:X de 2011. Además, obtuvo una medalla de plata en los Juegos Mediterráneos de 2001 celebrados en Túnez, en la clase Mistral.
Participó en cuatro Juegos Olímpicos de Verano, ocupando el 12.º lugar en Atenas 2004 (Mistral), el noveno en Pekín 2008 (RS:X), el 16.º en Londres 2012 (RS:X) y el noveno en Río de Janeiro 2016 (RS:X).
En el Mundial de Dinamarca 2019, consiguió que España tuviera un representante en la competición de windsurf RS.X para los Juegos Olímpicos de Tokio 2020.

## Palmarés internacional
| Campeonato Europeo | Campeonato Europeo | Campeonato Europeo | Campeonato Europeo |
| Año                | Lugar              | Medalla            | Clase              |
| ------------------ | ------------------ | ------------------ | ------------------ |
| 2005               | Palermo ( Italia)  | Medalla de bronce  | Mistral            |

| Campeonato Europeo | Campeonato Europeo | Campeonato Europeo | Campeonato Europeo |
| Año                | Lugar              | Medalla            | Clase              |
| ------------------ | ------------------ | ------------------ | ------------------ |
| 2011               | Burgas ( Bulgaria) | Medalla de bronce  | RS:X               |